# Eupithecia blancheata
Eupithecia blancheata är en fjärilsart som beskrevs av Cooke 1881. Eupithecia blancheata ingår i släktet Eupithecia och familjen mätare. Inga underarter finns listade i Catalogue of Life.